# Lincoln Plantation
Lincoln Plantation es una plantación ubicada en el condado de Oxford en el estado estadounidense de Maine. En el Censo de 2010 tenía una población de 45 habitantes y una densidad poblacional de 0,47 personas por km².

## Geografía
Lincoln Plantation se encuentra ubicada en las coordenadas 44°57′4″N 70°59′2″O / 44.95111, -70.98389. Según la Oficina del Censo de los Estados Unidos, Lincoln Plantation tiene una superficie total de 96.11 km², de la cual 84.6 km² corresponden a tierra firme y (11.98%) 11.51 km² es agua.

## Demografía
Según el censo de 2010, había 45 personas residiendo en Lincoln Plantation. La densidad de población era de 0,47 hab./km². De los 45 habitantes, Lincoln Plantation estaba compuesto por el 97.78% blancos, el 0% eran afroamericanos, el 0% eran amerindios, el 2.22% eran asiáticos, el 0% eran isleños del Pacífico, el 0% eran de otras razas y el 0% pertenecían a dos o más razas. Del total de la población el 0% eran hispanos o latinos de cualquier raza.